# Punctonora
Punctonora is een geslacht van korstmossen dat behoort tot de orde Lecanorales van de ascomyceten. De typesoort is Punctonora nigropulvinata. Het geslacht is beschreven door de Nederlandse mycoloog André Aptroot en werd in 1997 voor het eerst geldig gepubliceerd.

## Soorten
Volgens Index Fungorum telt het geslacht twee soorten (peildatum december 2021):
| Soortnaam                   | Auteur(s)      | Publicatiejaar |
| --------------------------- | -------------- | -------------- |
| Punctonora brunneosorediata | Kalb & Aptroot | 2018           |
| Punctonora nigropulvinata   | Aptroot        | 1997           |